# Mycalesis dohertyi
Mycalesis dohertyi är en fjärilsart som beskrevs av Henry John Elwes 1891. Mycalesis dohertyi ingår i släktet Mycalesis och familjen praktfjärilar. Inga underarter finns listade i Catalogue of Life.